# Luna roja
«Luna roja» es una canción compuesta por Gustavo Cerati y Zeta Bosio e interpretada por el grupo musical de Argentina Soda Stereo. Su versión original fue incluida como sexta pista en el álbum de estudio titulado Dynamo, en 1992. Su duracíon es de 5:30.
Una nueva versión distinta de la canción aparecería un año después, en el álbum titulado Zona de promesas, con el nombre de «Luna roja (Soul mix)». Esta versión fue utilizada en una parte del documental del DVD de El último concierto. En esa gira de despedida, en 1997, Soda Stereo interpretó en vivo esta canción, que para fines de ese año se publicó en el álbum El último concierto B.

## Historia
De acuerdo a Una parte de la euforia, la canción «Luna roja» nació a partir de que en una ocasión el grupo musical se quedó luego de las sesiones, y dentro de la práctica, la canción apareció.

## Letra
Se rumorea que cuando la canción dice "Luna roja" se refiere al sida ya que en una parte expresa: "Cuídame, yo te cuidaré. Yo también pagué placeres ciegos y no quiero ver la luna roja (...)", y en otra parte también menciona: "Es peligrosa (...)". También se rumorea que fue un homenaje a Federico Moura, líder del grupo musical de Argentina Virus, quien murió de esta enfermedad. Los derechos de esta canción fueron donados a la Fundación Huésped, que lucha contra esta enfermedad.

## Música
La versión original comienza con efectos de sonido, entre ellos un viento, hasta que comienza a sonar la guitarra y posteriormente la batería y el bajo. Curiosamente en esta canción el redoblante de la batería suena con eco. En la canción se destaca la sobregrabación de varias capas de guitarras, muchas de ellas fuertemente procesadas con chorus y diferentes tipos de distorsiones, ecos, etc.
La versión remixada contiene, en parte, sonidos electrónicos y también se incluye el sonido de una pandereta. A pesar de ser un mix fueron grabadas nuevas voces con efectos agregados.